# Carles Puigdemont
Carles Puigdemont (Amer, 29. prosinca 1962.) katalonski je političar i novinar. Bio je premijer Katalonije, a također je bio i predsjednik samoproglašene Katalonske Republike.
Godine 2011. izabran je za gradonačelnika Girone, gdje je godinama živio, nakon pobjede na općinskim izborima održanima iste godine. Četiri godine kasnije postao je novi predsjednik Udruženja općina za neovisnost Katalonije.
Parlament Katalonije ga je 10. siječnja 2016. nominirao za 130. predsjednika Generalitata Katalonije. To je uslijedilo nakon sporazuma koji su ranije dogovorili koalicija "Zajedno za Da" i "Narodna kandidatura za jedinstvo (CUP)", u kojem je najavljeno da će on zamijeniti Artura Masa na mjestu predsjednika Generalitata u zamjenu za jamstvo stabilnosti parlamenta za njegovu vladu. Dana 14. siječnja predstavio je svoju novu vladu. 
Uz protivljenje središnjih vlasti Španjolske i uz zabranu španjolskih sudbenih tijela, održan je 1. listopada 2017. godine referendum o otcjepljenju Katalonije od Španjolske, pri čemu bi Katalonija postala Republikom. Španjolska vlada je u Kataloniju uputila snažne policijske snage, koje su uz primjenu sile onemogućile glasovanje na mnogim biralištima. Uspjelo je ipak glasovati 42,2 posto birača, od kojih je preko 90 posto glasovalo za neovisnost Katalonije. Njegova je vlada 27. listopada 2017. proglasila neovisnost koju je Španjolska suspendirala. Puigdemont je 30. listopada sa svojim suradnicima pobjegao u Belgiju kako bi izbjegao suđenje za pobunu i protuustavne aktivnosti.
U listopadu 2019. god., suđenje protiv 12 bivših visokih dužnosnika katalonske regionalne vlade okončano je presudom Vrhovnog suda Španjolske kojom ih se osuđuje na kazne zatvora u trajanju od 8 do 13 godina; bivši katalonski predsjednik Carles Puigdemont se u tom trenutku još nalazio u egzilu u Belgiji. Povodom te presude u Kataloniji su opet izbili neredi, uz preko 400 ozlijeđenih u sukobima s policijskim snagama.
U kolovozu 2024. vraća se u Španjolsku.